# Partit Democràtic Progressista del Nord
El Partit Democràtic Progressista del Nord fou un partit polític a Luxemburg.
El partit va ser establert pels liberals al nord de Luxemburg i es va vincular al Partit Radical Liberal. Va ser dirigit per l'ex líder del Partit Nacional Independent Nicolás Mathieu.
A les eleccions legislatives luxemburgueses de 1931 va rebre el 5.3% dels vots, guanyant un sol escó. No es va presentar a les eleccions parcials de 1934, ja que el seu escó no era en elecció. Per les eleccions de 1937 Mathieu va ser líder d'un nou partit, el Partit Liberal.